# 胡振江 (1966年)
胡振江（1966年3月—），中国计算机科学家，现任北京大学计算机学院院长、教授。1991年毕业于上海交通大学计算机科学与工程系，获硕士学位。1996年毕业于东京大学信息工学专业，获博士学位。2019年当选为欧洲科学院院士。